# Paul Kraus
Paul Kraus (Oostenrijk, 20 oktober 1944) is een Australische auteur die de Holocaust overleefde. In 1997 werd Kraus gediagnosticeerd met mesothelioom, een vrijwel altijd dodelijke soort kanker die wordt veroorzaakt door asbest. Ondanks zijn terminale diagnose is hij (anno 2017) nog steeds in leven, en wordt daarom beschouwd als de langste mesothelioomoverlever ter wereld. Hij staat tegenwoordig bekend als een Australische auteur die boeken schrijft over Australië, gezondheid en spiritualiteit. Zijn boek Surviving Mesothelioma and Other Cancers: A Patient's Guide is een bestseller.

## Levensloop
Kraus werd op 20 oktober 1944 geboren in een nazi-werkkamp nabij Sankt Pölten. Gebrek aan voeding en hygiëne, schietaanvallen door de SS, gefaalde pogingen om te ontsnappen en bombardementen veroorzaakten vele doden in het kamp. Desondanks ontsnapte de moeder van Kraus samen met haar zonen Peter en Paul in januari 1945. In Boedapest werd ze herenigd met haar man die gevangen was genomen in een ander concentratiekamp. De familie Kraus emigreerde na de Tweede Wereldoorlog naar Australië. Kraus slaagde aan Macquarie University en de Universiteit van Sydney.
Kraus kreeg als onderbouwstudent tijdens de zomervakantie een bijbaantje in een asbestfabriek. Tientallen jaren later werd er buikvliesmesothelioma vastgesteld. Volgens de dokters was de kanker al vergevorderd, en hij had volgens hen nog maar een paar maanden om te leven. Kraus combineerde meerdere soorten geneesmiddelen (traditionele en moderne medicijnen, kruidenmedicijnen en alternatieve medicijnen) en veranderde zijn levenswijze. Kraus schrijft zijn overleven daar aan toe.
Sinds midden jaren tachtig werkt Kraus als een auteur en onderwijzer. Hij heeft meerdere boeken geschreven, sommige samen met Ian Gawler.